# 包头东站

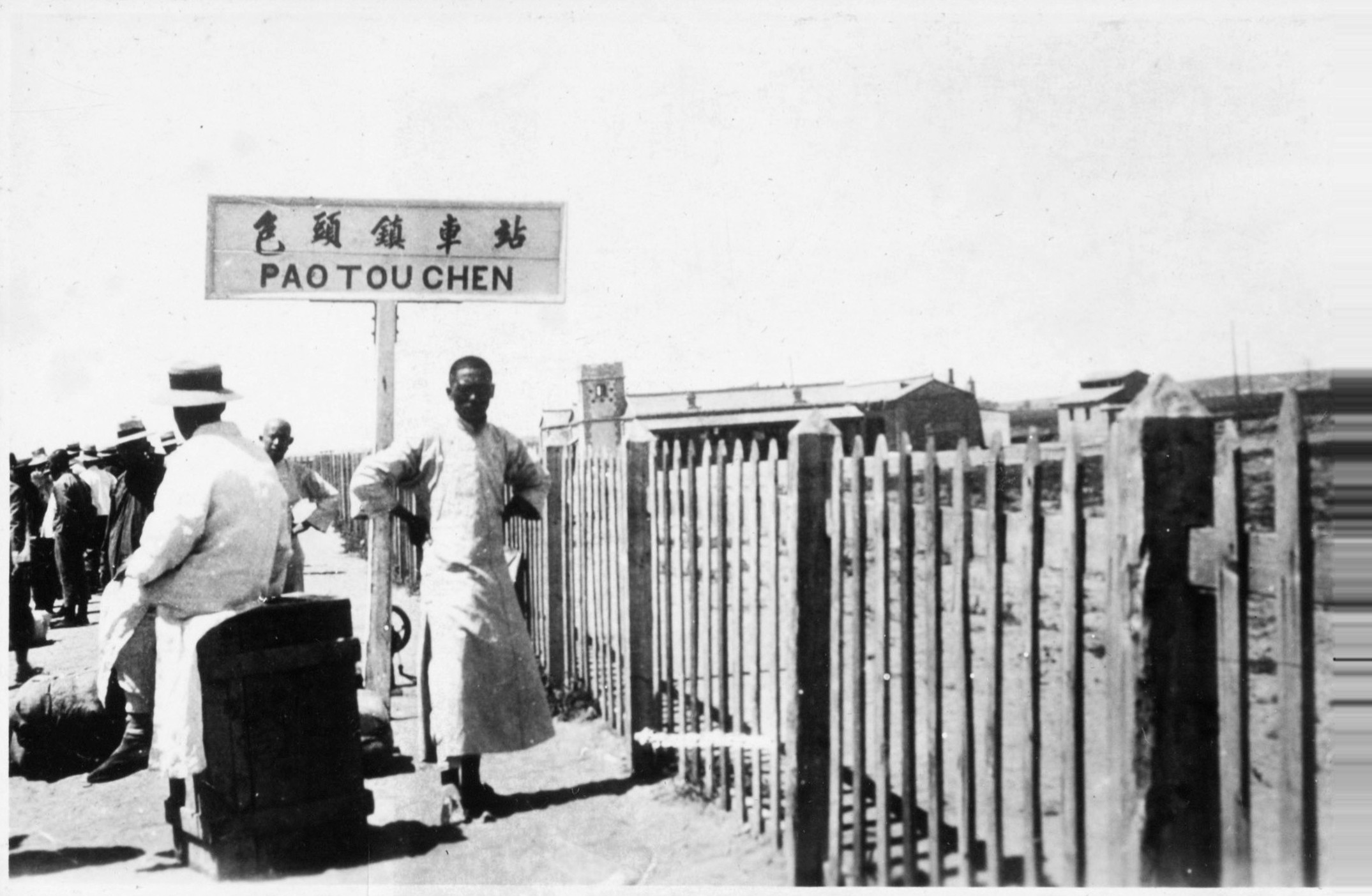
1930年代的包頭鎭驛

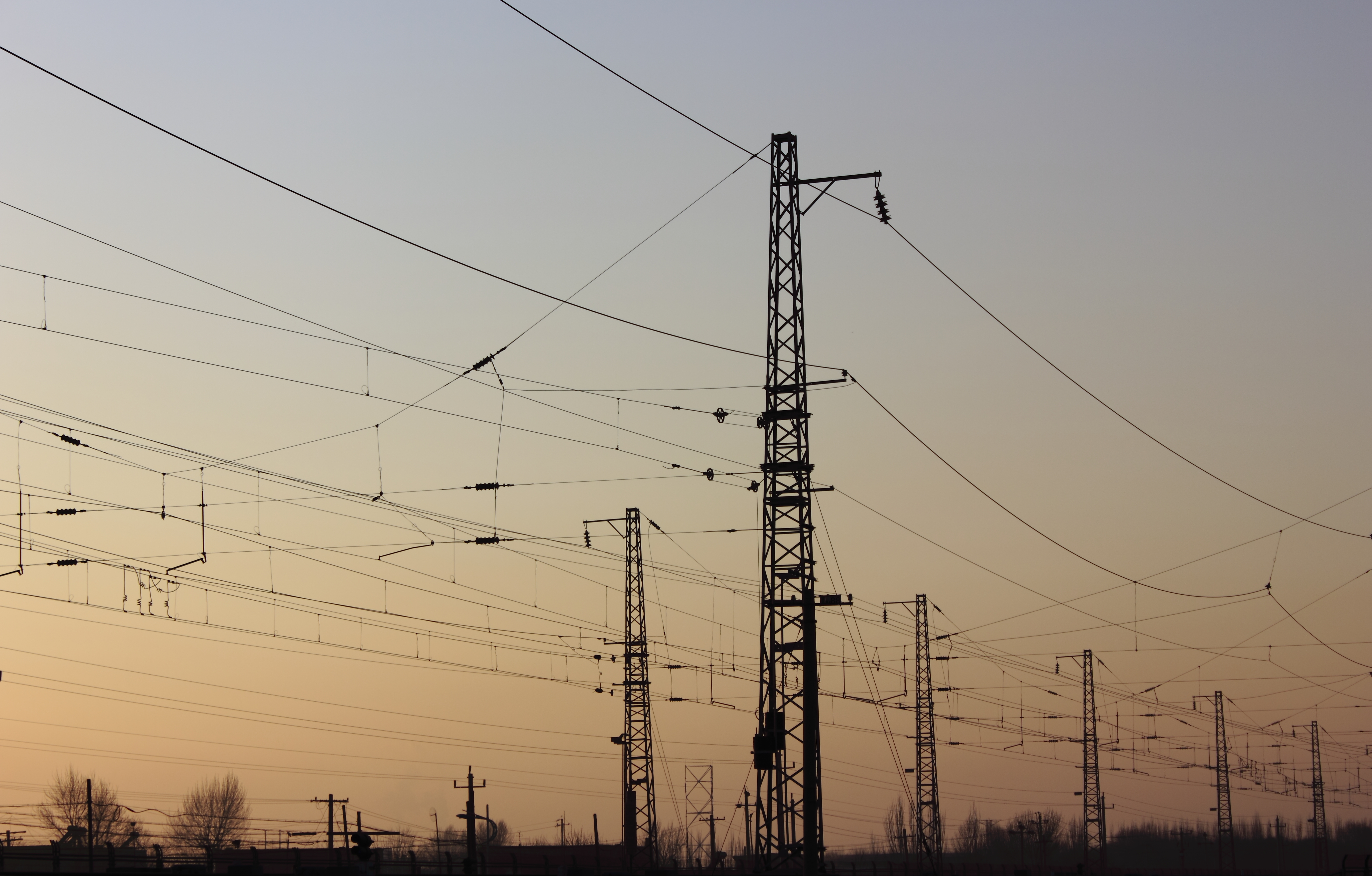
包头东西场股道接触网

包头东站原名包头站，位于内蒙古自治区包头市东河区，建于1923年，是唐包铁路的一个车站。距离北京站816公里，距上行车站古城湾站8公里，距下行车站万水泉站8公里。该站隶属呼和浩特铁路局包头车站，客运办理旅客乘降，行李、包裹托运，为包头的辅助客运车站；货运办理整车、零担、集装箱货物发到，为包头的主要货运站。

## 车站结构
包头东站为客货纵列二级三场布置。客运车站位于站场东部，设3座旅客站台和9条股道（含正线），有京包客运专线（原集包铁路）和唐包铁路（原京包铁路和包兰铁路）经过，南侧设有货场和机务折返段。
包头东西场位于客场西侧，包环铁路于西侧引入，设有10条到发线（含正线）和6条调车线。

## 历史
- 1923年1月：包头站建成启用
- 1956年1月：改为包头东站
- 1975年5月：升格为一等站